# Brusasco
Brusasco (piemontesisch Brusasch) ist eine Gemeinde in der italienischen Metropolitanstadt Turin (TO), Region Piemont.

## Lage und Einwohner
Brusasco liegt knapp 40 km nordöstlich von Turin am Dora Baltea und hat 1499 Einwohner (Stand 31. Dezember 2023). Das Gemeindegebiet liegt auf 170 m Höhe und umfasst eine Fläche von 14 km². Zur Gemeinde zählen die Fraktionen (Frazioni) Cadacorte, Casa Coppa, Case Sparse, Garibaldi, Ghiaro, Marcorengo, Mogol, San Bernardo, Valle und Villaggio Maddalena.
Die Nachbargemeinden sind Crescentino, Verolengo, Verrua Savoia, Monteu da Po, Cavagnolo, Moransengo und Brozolo.

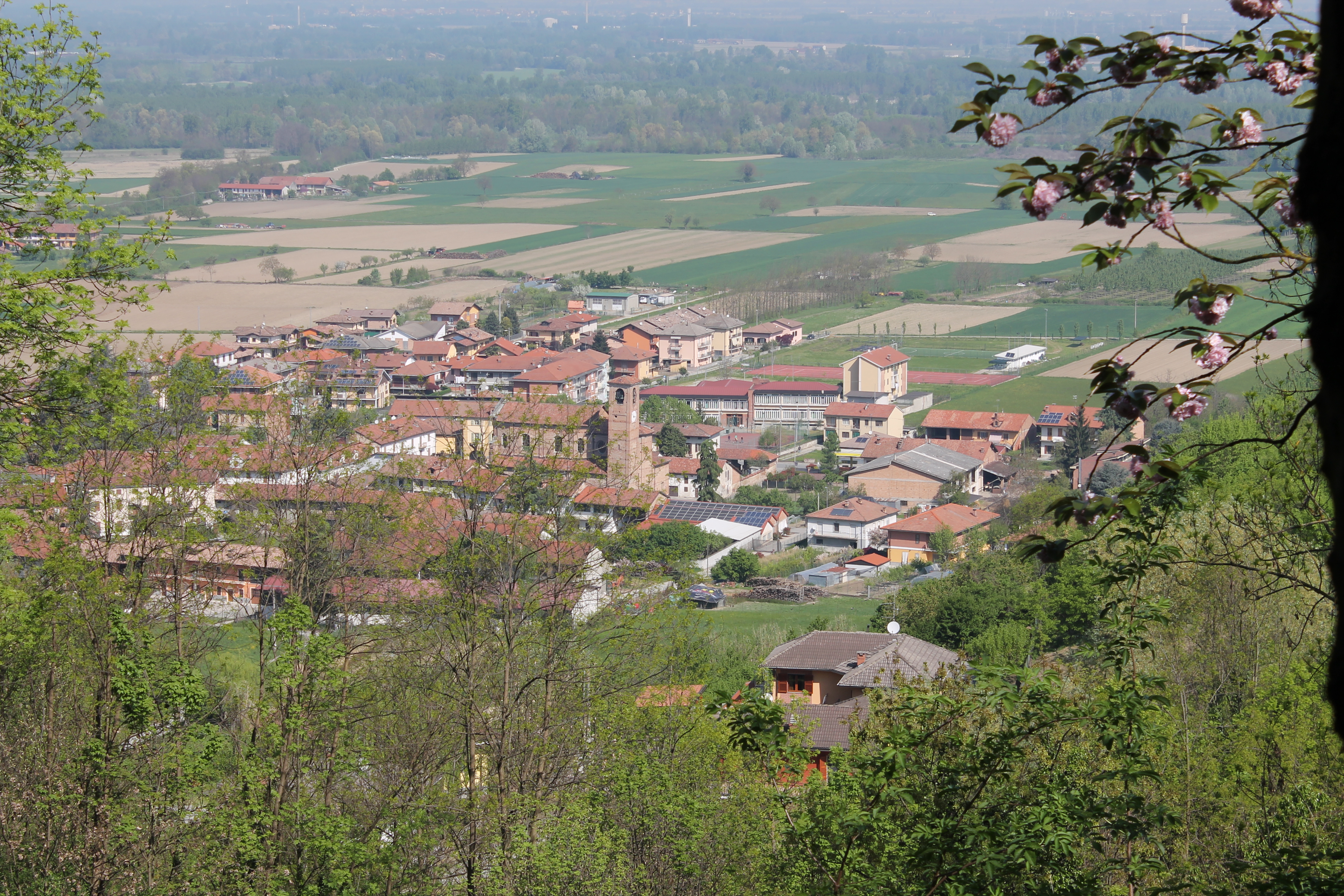
Panorama

### Bevölkerungsentwicklung

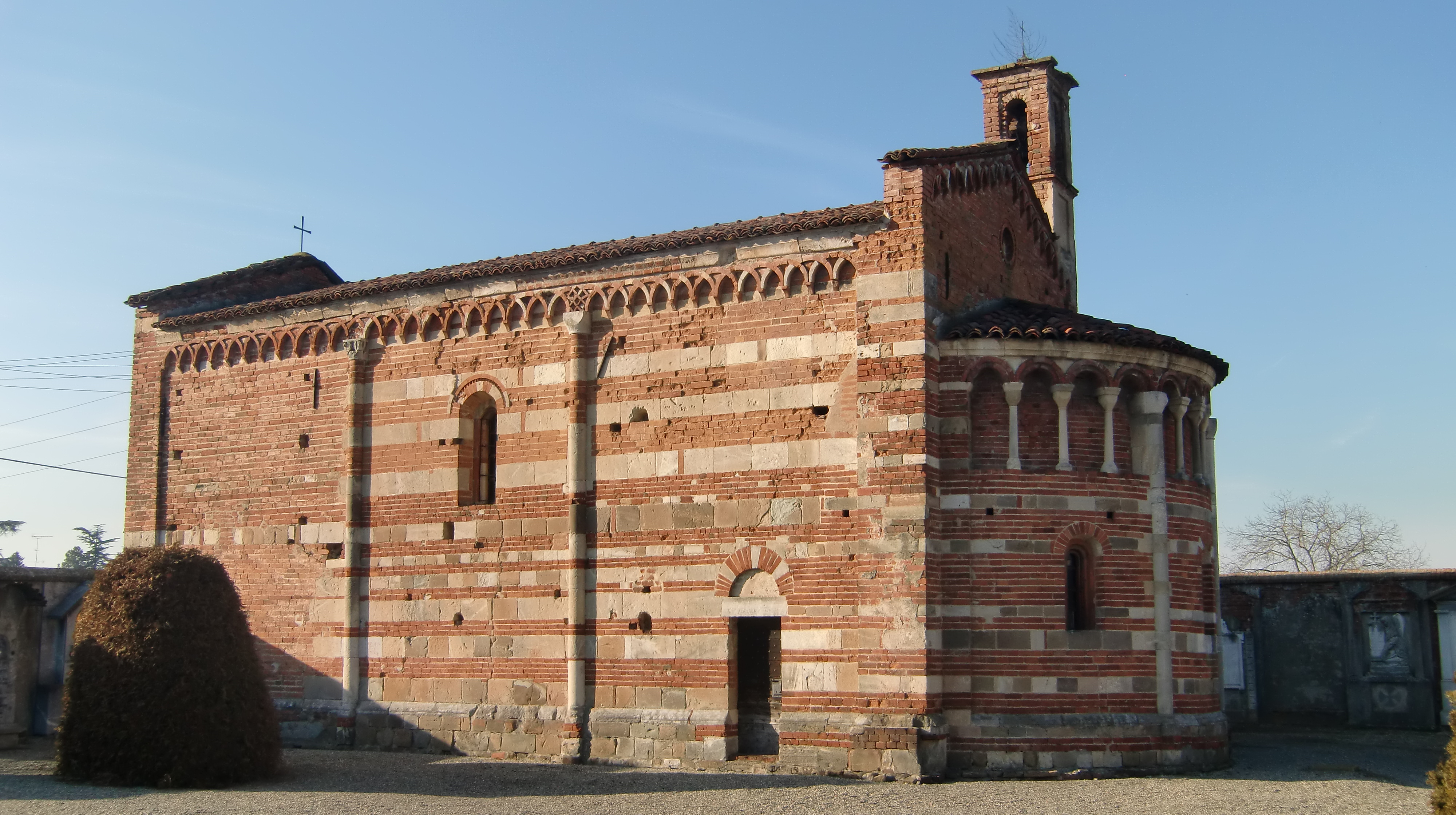
Kirche San Pietro Vecchio